# Кембло
Кембло (пол. Kębło) — село в Польщі, у гміні Вонвольниця Пулавського повіту Люблінського воєводства.
Населення — 204 особи (2011).

## Демографія
Демографічна структура станом на 31 березня 2011 року:
|          | Загалом | Допрацездатний вік | Працездатний вік | Постпрацездатний вік |
| -------- | ------- | ------------------ | ---------------- | -------------------- |
| Чоловіки | 110     | 29                 | 75               | 6                    |
| Жінки    | 94      | 16                 | 61               | 17                   |
| Разом    | 204     | 45                 | 136              | 23                   |